# Georg Milbradt
Georg Milbradt (Eslohe, 1945. február 23. –) közgazdászprofesszor, német (CDU) politikus, szász tartományi kormányfő (2002-2008).

## Élete
A háború utolsó heteiben, Németország nyugati felében született. Gyerekkorát, iskolaéveit Dortmundban töltötte, ahol 1964-ben érettségizett. A Münsteri Egyetemen közgazdaságtant, jogot és matematikát tanult, előbb közgazdász diplomát, majd 1973-ban politikatudományi doktorátust is szerzett.

## Politikus
1973-ban lépett be a Kereszténydemokrata Unióba (CDU). Évekig volt Münster város kincstárnoka, s a közpénzekkel való körültekintő gazdálkodásáért megkapta az adófizetők egyesületétől a „Vasgaras” kitüntetést. Már a münsteri egyetem közgazdaságtudományi fakultásának professzora is, amikor 1990–ben – a német újraegyesítéskor – enged a hívásnak, Drezdába költözött, s Szászország tartományi pénzügyminisztere lett. Tárcáját egészen 2001 januárjáig töltötte be. 2002. április 18-tól Szászország miniszterelnöke.